# Národní bezpečnost
Národní bezpečnost je pojem, který označuje bezpečnost a obranu suverénního státu, jeho obyvatel, ekonomiky a institucí. Zajištění národní bezpečnosti je úkolem státní moci. Historicky pojem národní bezpečnost popisoval obranu před útokem ve smyslu vojenské operace, nicméně dnes termín národní bezpečnost zahrnuje také bezpečnost v oblasti zločinu, terorismu, ekonomické bezpečnosti, energetické bezpečnosti, potravinové bezpečnosti nebo počítačové bezpečnosti.
Riziky pro národní bezpečnost mohou být také násilní nestátní aktéři, drogové kartely, organizovaný zločin, nadnárodní korporace, ale i přírodní katastrofy. Státní moc jako taková a jednotlivé vlády k zajištění své národní bezpečnosti využívají svou politickou moc, ekonomickou sílu, armádu či diplomacii. V některých případech se mohou vlády snažit řešit i transnacionální problémy jakými jsou klimatická změna, ekonomická nerovnost, sociální vyloučení nebo šíření jaderných zbraní, které mohou v dlouhodobém měřítku národní bezpečnost ohrozit.